# マット・コステロ
マット・コステロ（Matt Costello、1993年8月5日 - )は、アメリカ合衆国ミシガン州リンウッド出身のプロバスケットボール選手。身長208cm、体重111kgのパワーフォワード。サンアントニオ・スパーズ初のツーウェイ契約プレーヤーであった。

## 来歴

### ハイスクール
ベイシティ・ウェスタン・ハイスクールでプレーし、2011年、2012年ゲータレードミシガンハイスクールオブザイヤー、2012年パレードマガジンオールアメリカン、2012年ミシガン・ミスター・バスケットボールなどを受賞した。

### カレッジ
2012年から2016年までミシガン州立大学で、2016年のNBAドラフトの14位でシカゴ・ブルズから指名されたデンゼル・バレンタインサンアントニオ・スパーズのブライン・フォーブスと共にプレーした。2016年にはオールビッグ・テン・カンファレンスセカンドチームに選出された。

### NBA
2016年のNBAドラフトで指名を得られず、2016年のNBAサマーリーグにアトランタ・ホークスから参加し、6月26日ホークスと契約を結んだが、プレシーズンゲーム2試合に出場したのみで10月17日にウェイブされ、た。10月20日にメンフィス・グリズリーズと契約を結び、同月24日にウェイブされ、5日後、メンフィスの提携選手としてDリーグ(Gリーグ)のアイオワ・エナジーに入団した。エナジーでは、23試合に平均25.3分出場し、平均9.5得点、10.2リバウンド、1.8アシスト、0.6スティール、1.7ブロックを記録した。

#### サンアントニオ・スパーズ
2017年のサマーリーグで平均8.6得点、8.9リバウンド、2.3アシストの好成績を残し、サンアントニオ・スパーズとツーウェイ契約を結んだ。2017年11月11日、シカゴ・ブルズ戦でNBA初出場を果たし2得点、5リバウンド、2ブロックを記録した。

### 国外でのキャリア(2018-)
2024年7月2日、ユーロカップとリーガACBに所属するバレンシア・バスケットへ2年契約で加入すると発表された。

## コートジボワール代表
コートジボワールへ帰化し、アフロバスケット2021（英語版）の代表メンバーに選出されている。
2023年FIBAワールドカップ・アフリカ予選にも出場している。

## 個人成績

### レギュラーシーズン
| シーズン | チーム                   | GP | GS | MPG | FG%  | 3P% | FT% | RPG | APG | SPG | BPG | PPG |
| -------- | ------------------------ | -- | -- | --- | ---- | --- | --- | --- | --- | --- | --- | --- |
| 2017–18  | サンアントニオ・スパーズ | 4  | 0  | 8.0 | .500 | –   | –   | 2.3 | 0.5 | 0.5 | 0.5 | 1.0 |
| Career   | Career                   | 4  | 0  | 8.0 | .500 | –   | –   | 2.3 | 0.5 | 0.5 | 0.5 | 1.0 |